# Ley Federal de Vivienda de 1949

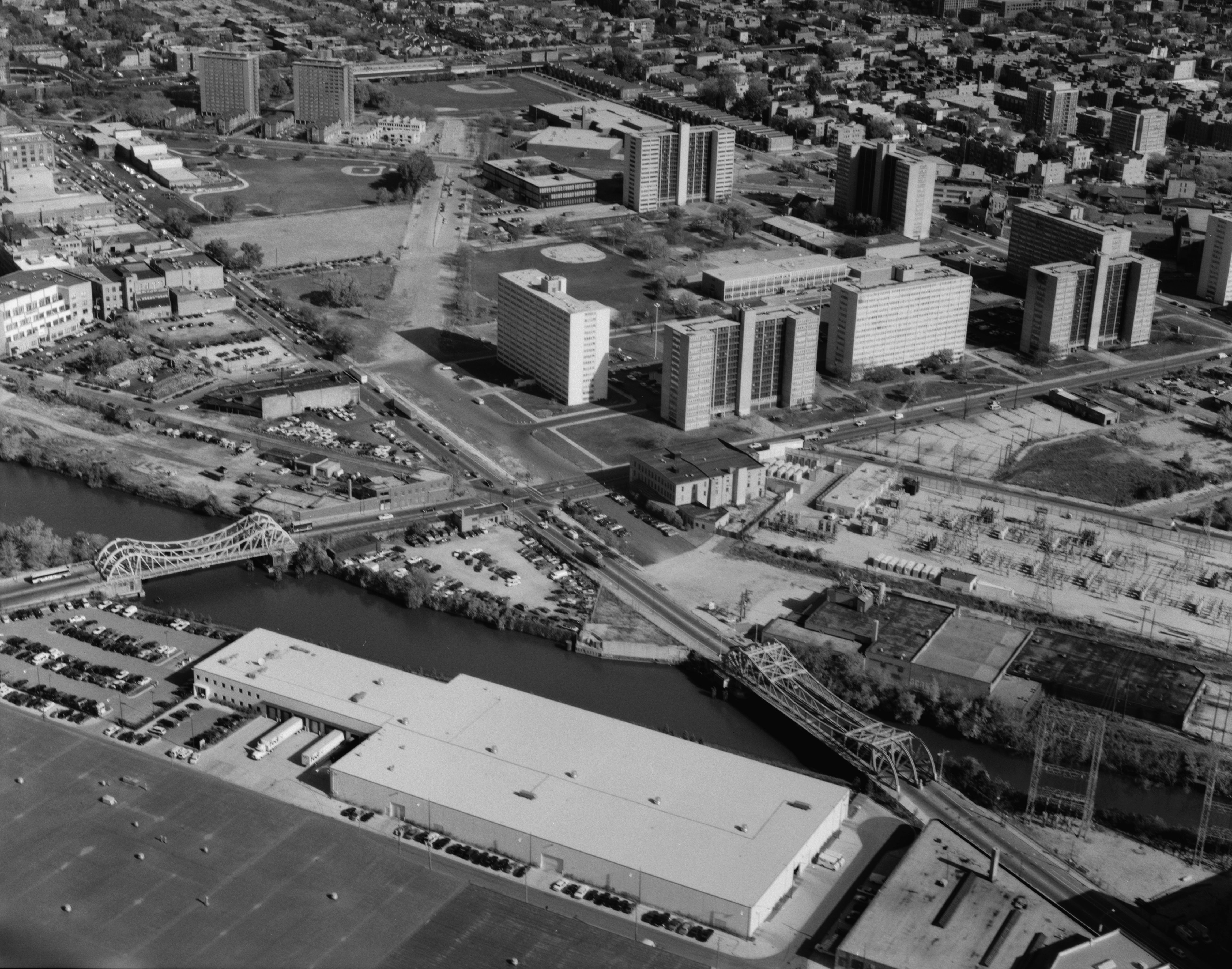
Los proyectos de vivienda pública en expansión como Cabrini – Green de Chicago fueron uno de los resultados de la Ley de Vivienda de 1949.

La Ley de Vivienda de 1949 (PL 81-171) fue un hito en los Estados Unidos al suponer una expansión de las competencias federales en seguro hipotecario y emisión de hipotecas así como en la construcción de viviendas públicas. Formaba parte del programa de reforma económica y social del presidente Harry Truman, el Fair Deal.

## Disposiciones
Las disposiciones principales de esta Ley incluían: 
- financiación federal para programas de erradicación de barrios degradados integrados con proyectos de renovación urbana de ciudades estadounidenses (Título I)
- Incremento de la concesión de seguro hipotecario por la Agencia Federal de Vivienda (FHA) (Título II)
- disposición de dinero federal para construir más de 800,000 viviendas pública (Título III)
- Fondos para investigar en viviendas y técnicas de construcción (Título IV)
- financiación de "viviendas y otros edificios agrícolas en granjas" (Título V)

## Creación de la legislación.
En el discurso sobre el Estado de la Unión en el que dio a conocer el Fair Deal, Truman observó que "Cinco millones de familias siguen viviendo en barrios degradados propicios a incendios. Tres millones de familias comparten sus hogares con otros". También expuso una declaración de política sobre vivienda: 

- La escasez de viviendas sigue siendo grave. Como medida inmediata, el Congreso debería promulgar disposiciones sobre viviendas públicas de renta baja, la eliminación de barrios degradados, las viviendas agrícolas y la investigación sobre la vivienda que he recomendado en repetidas ocasiones. El número de viviendas públicas de alquiler previsto en la legislación debería aumentarse a 1 millón de unidades en los próximos 7 años. Incluso este número de viviendas no satisfará por completo la necesidad de nuevas viviendas.
- La mayoría de las casas que necesitamos tendrán que ser construidas por la empresa privada, sin subvenciones públicas. Al producir muy pocas viviendas de alquiler y una elevada proporción de viviendas de alto precio, la industria de la construcción se está retirando rápidamente del mercado. Los costos de construcción se deben reducir.
- El Gobierno promueve una campaña para alentar a todos los sectores de la industria de la construcción a concentrarse en la producción de viviendas de menor precio. Se presentará una legislación adicional para fomentar ese tipo de viviendas.
- La autoridad que he solicitado, para asignar los materiales que escasean e imponer límites de precios a dichos materiales, podría utilizarse, si se considerara necesario, para canalizar más materiales hacia hogares lo suficientemente grandes para la vida familiar a precios que los asalariados puedan pagar.

En el Congreso, el proyecto de ley fue promovido por el senador republicano Robert A. Taft. La ley se conoció como la Ley Taft-Ellender-Wagner (TEW) por el nombre de sus promotores, Taft y los demócratas Allen J. Ellender y Robert F. Wagner.

## Legado
La Ley estipulaba la forma en que los inmensos recursos financieros del gobierno federal se invertirían en el crecimiento de las ciudades estadounidenses después de la guerra. Por ejemplo, en una encuesta de las principales "influencias en la metrópoli estadounidense de la posguerra", el programa de financiación hipotecario de la FHA ocupaba el segundo lugar y los programas de renovación urbana, el cuarto lugar. La ley propició el aumento de viviendas en propiedad así como la construcción de grandes proyectos de vivienda pública que dieron forma a muchas ciudades estadounidenses. 
El legado legislativo es mixto, en particular en lo que respecta al éxito de los elementos de renovación urbana y vivienda pública. El gobierno no alcanzó su objetivo de construir 810,000 viviendas públicas nuevas en 1955, proporcionando poca ayuda a las ciudades con escasez de viviendas. De hecho, debido a proyectos como Lincoln Center, un desarrollo cultural de la ciudad de Nueva York que incluyó 4400 apartamentos nuevos con la demolición de 7000, los programas de reurbanización de la Ley destruyeron más viviendas de las que construyeron.
Mientras tanto, los esfuerzos de reurbanización impulsados por la Ley se criticaron por mala planificación, carencias en equidad y justicia social, y a veces, por la corrupción (ver, por ejemplo, Manhattantown). La renovación urbana también fue criticada por discriminar a las minorías, ya que a a veces se destruyeron barrios degradados y fueron reemplazados por viviendas más caras u obras públicas no residenciales que no alojaban a los habitantes iniciales. El eslogan adoptado por los críticos equiparaba "renovación urbana" con la "eliminación de los negros".
El gobierno federal gastó 13.500 millones $ en proyectos de reurbanización urbana y erradicación de barrios degradados entre 1953 y 1986.

## Otras lecturas
- Gotham, Kevin Fox (2001). Critical perspectives on urban redevelopment. Emerald Publishing Group. p. 8. ISBN 978-0-7623-0541-4.  Gotham, Kevin Fox (2001). Critical perspectives on urban redevelopment. Emerald Publishing Group. p. 8. ISBN 978-0-7623-0541-4.  Gotham, Kevin Fox (2001). Critical perspectives on urban redevelopment. Emerald Publishing Group. p. 8. ISBN 978-0-7623-0541-4.
- Texto completo de la Ley.

- Datos: Q16985066
- Multimedia: Housing Act of 1949 / Q16985066